# Герхард Терстеген
Ґе́ргард Терстеґен (нім. Gerhard Tersteegen, нід. Gerrit ter Steegen, верхньонім. Gerhard zum Stegen; 25 листопада 1697, Мерс, герцогство Нассау — 3 квітня 1769, Мюльгайм-на-Рурі) — німецький протестантський містик, проповідник і поет, який писав німецькою та нідерландською мовами.

## Біографія
Ґергард Терстеґен народився 25 листопада 1697 року в Мерсі (нині федеральна земля Північний Рейн-Вестфалія) у сім'ї небагатого купця Генріха Терстеґена та Конери Марії, уродженої Тріболер. Хрещений 1 грудня 1697 року в Реформатській церкві. Сьомий із восьми дітей у сім'ї. Батько Герхарда помер у вересні 1703 року.
З 1703 до 1713 року Терстеґен навчався в латинській гімназії, що існує в Мерсі й нині (Gymnasium Adolfinum Moers). Особливі здібності він виявляв у сфері мов. У 1715 році на П'ятидесятницю був конфірмований у міській церкві Мерса. Хотів продовжити навчання в університеті та вчитися теології, але в матері-вдови не було на це коштів. За її бажанням Терстеґен став у 1713 році учнем її родича Матіаса Брінка в місті Мюльхайм-на-Рурі. Герхард мав опанувати професію купця. Але це суперечило його внутрішньому устрою: з ранніх років він тяжів до внутрішнього релігійного життя, до молитви та самотності. За винятком свого старшого на два роки брата Йоана, його релігійні устремління не знаходили співчуття та розуміння в сім'ї. На становлення внутрішнього світу та церковно-релігійних переконань Терстегена вирішальний вплив зробив теолог Вільгельм Гоффман, який очолював у Мюльхаймі позабогослужбовий релігійний гурток. Через своє відокремлення від офіційної церкви Гоффмана не було допущено до пасторського служіння. У гуртку Гоффмана в центрі уваги були містичні твори французького квієтизму, які зіграли вирішальну роль у формуванні духовності Терстегена. Також на нього вплинули іспанські містики (особливо Йоан Хреста), книга «Про істинне християнство» Йоганна Арндта й німецький пієтизм.
У 1717 році Терстеґен закінчив своє навчання у Брінка, але купцем не став. Він обрав собі професію стрічкового (виготовлювача шовкових стрічок) і жив самотнім життям у молитві та стриманості. З 1719 до 1724 року Терстеген переживав сильну внутрішню релігійну кризу, що супроводжувалась важкими тілесними хворобами. Період духовних випробувань закінчився у Великий четвер 1724 року деяким внутрішнім просвітництвом, коли він, за поширеною квієтистською традицією, написав власною кров'ю документ, у якому повністю віддавав себе Господу Ісусу Христу. З цього часу почалося служіння Терстеґена як духовного наставника. З 1728 він повністю присвячує себе цій діяльності. Він пише численні повчальні твори, духовні пісні та вірші. Надзвичайну цінність має листування Терстеґена, де він проявив себе як видатного учителя внутрішнього духовного життя. У своєму будинку Терстеґен організовував позабогослужбові духовні бесіди, які приваблювали багато слухачів. Багато часу Терстеґен, незважаючи на своє слабке здоров'я (страждав постійними головними болями, хворобою очей тощо), проводив у роз'їздах по Рейнській Німеччині й Голландії задля духовних настанов. У старості ці поїздки поступово припинилися.

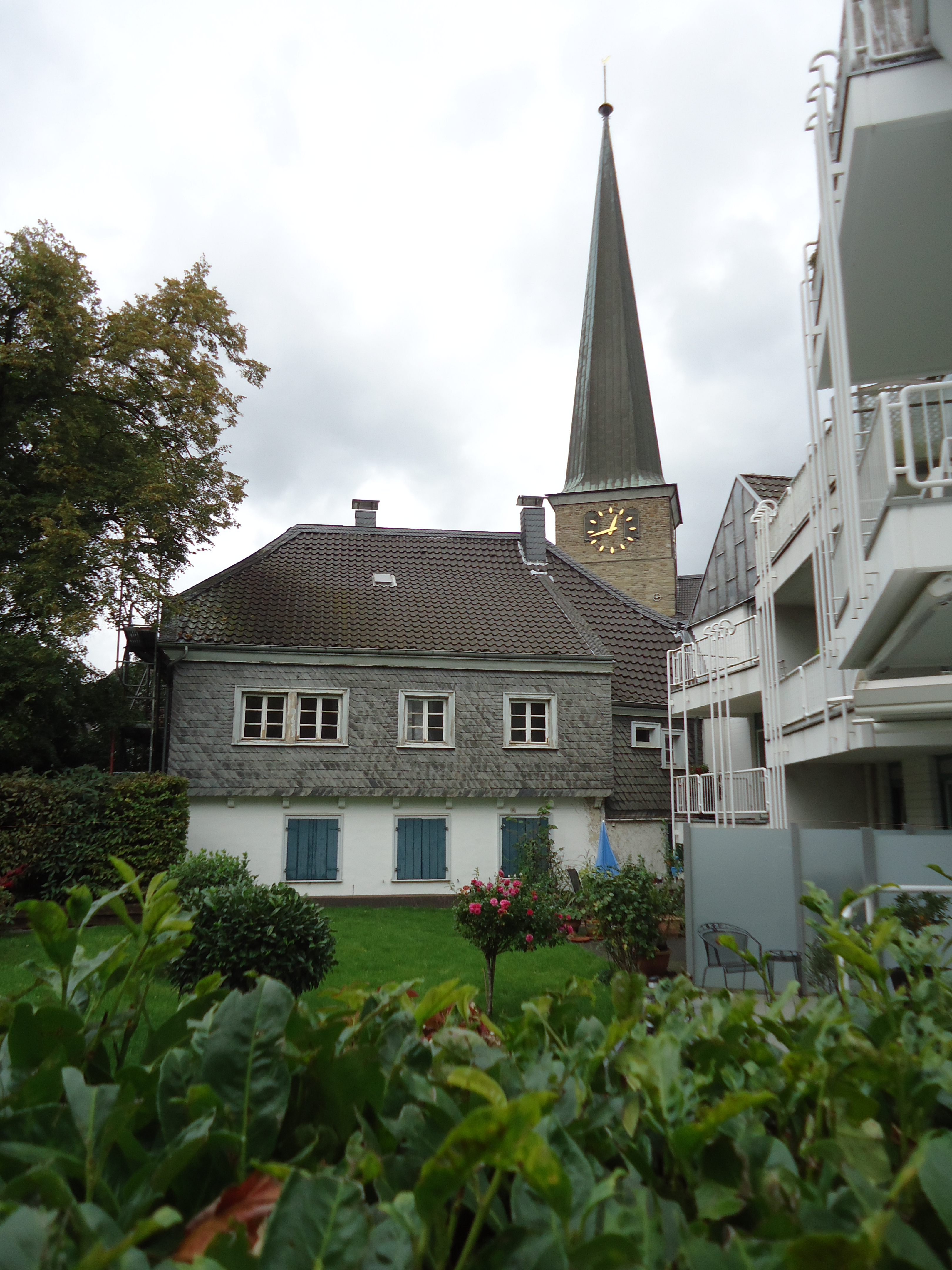
Будинок Терстегена з видом на Petrikirche

Велике значення в житті Терстеґена мала благодійність. Через його руки проходили суттєві кошти, які йому жертвували численні шанувальники. Всі ці гроші Терстеген використовував для допомоги бідним; зокрема, він займався виробництвом ліків та надавав незаможним безоплатну медичну допомогу. Сам він жив у крайній помірності.
Інтенсивне, надзвичайно напружене й багате внутрішнє містичне життя Терстегена не поєднувалася з офіційною церковністю й далеко перевершувало її. Тому Терстеґен не брав участі в обрядах і церковних богослужіннях. При цьому він завжди наголошував, що це його особистий вибір; церковний сепаратизм він ніколи не проповідував і нікого не примушував. Втім, останніми роками життя його позиція пом'якшилася, і він став іноді відвідувати богослужіння.
У 1754 році за дорученням Фрідріха Великого в Мюльхайм прибув член верховної консисторії Прусії Юліус Хекер, щоби перевірити проповідь і пастирську роботу Терстегена на предмет відповідності церковному вченню. За результатами перевірки діяльності Терстеґена було надано позитивну оцінку. Між Терстегеном і Хекером зав'язалася дружба, і в 1761 році Хекер таємно попросив Терстеґена дати відгук про філософські твори Фрідріха II. У зв'язку з цим у 1762 році Терстеґен написав і видав один зі своїх найзначніших творів — «Думки про твори філософа із Сан-Сусі».

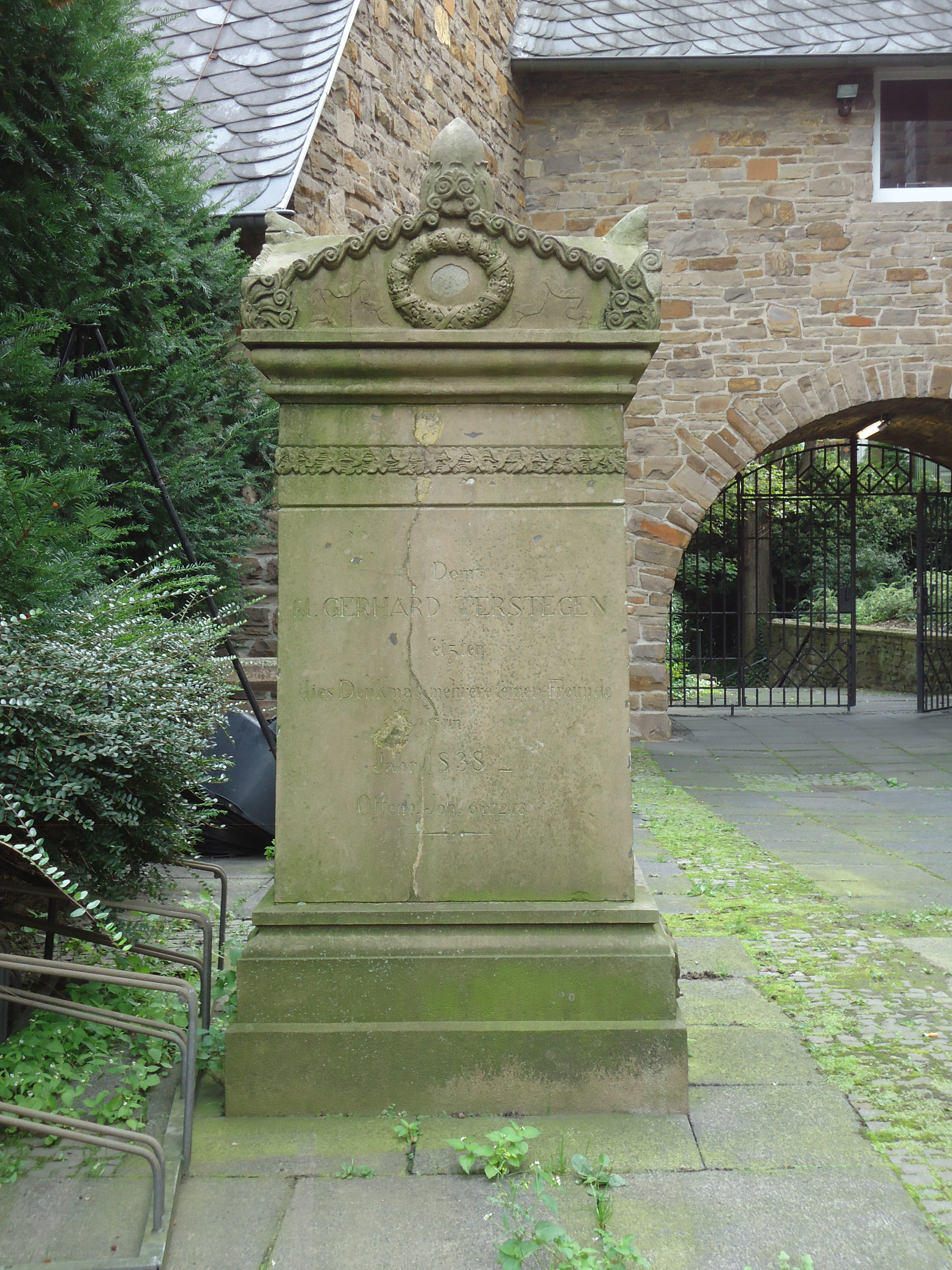
Пам'ятник Терстегену (1838) поблизу місця передбачуваного поховання у дворі Petrikirche

Поступово слабшаючи, Терстеґен жив у домі в Мюльхайні, не припиняючи активної письменницької роботи. Незадовго до смерті Терстеґен написав «Заповіт», у якому в загальноприйнятих богословських термінах, спираючись на Біблію та на Гейдельберзький катехизис, підтвердив свою належність до протестантизму та Реформатської церкви. Помер від набряку легенів 3 квітня 1769 року. Похований біля Petrikirche, могила не збереглася.

## Богословські та пастирські погляди
Терстеген належав до Реформатської церкви й ніколи не змінював своєї конфесійної приналежності. Коли йому дорікали за симпатії до католицизму, він відповідав: «я — протестант». Основні принципи протестантизму — порятунок лише вірою та опора на Святе Письмо — Терстегеном повністю поділялися. Але від умоглядного богослов'я, а тим більше внутрішньо- й міжконфесійних суперечок Терстеген був далекий. Головне в його богослов'ї — це не абстрактна віра в ті чи інші теоретичні положення, а живий досвід присутності Бога в душі (Gottes Gegenwart). Обґрунтування і свідчення цього духовного досвіду життя в Христі Терстеген знаходив не в теологічних текстах і не в діяльності Реформатської церкви, а в традиціях 1) німецької містики (особливо в анонімному трактаті XIV століття «Німецька теологія», який здійснив сильний вплив на всіх протестантських містиків — раннього Лютера, Вайгеля, Арндта), 2) французького квієтизму, особливо Мадам Гюйон та 3) іспанської католицької містики (Йоан Хреста). Безсумнівно вплив нідерландського (Йодокус ван Лоденстейн) та німецького пієтизму (головним чином Готфріда Арнольда), а також кальвініста П'єра Пуаре.
Терстеґен ніколи не мав наміру укладати якусь богословську систему; все його богословствування випливає з конкретних випадків особистої душевної опіки. Терстеґен побоювався, що та чи інша загальна теологічна схема може завадити духовним порадам у приватних станах та потребах людей. Через це богословствування Терстегена є виключно пастирським, прикладним, воно служить передачі внутрішнього містичного досвіду.
За Терстеґеном головна мета християнина — перебувати в живій Божій присутності. Це богоспілкування, відповідно до протестантської догматики, є чистим даром Божим, його неможливо будь-яким чином «заробити» або «заслужити». Але це не означає, що від людини у зв'язку з цим зовсім нічого не вимагалося: вона має приготувати в собі місце Богу, щоби відповідати цьому дару. Ця підготовка здійснюється трьома способами:
1) зреченням від усього, що не відповідає Божим заповідям, не відноситься до «сфери Бога». Це зречення розуміється радикально: християнин повинен повністю «спустошитися» і очистити себе від усього гріховного і мирського та повністю віддати себе Богу (Gelassenheit), чекаючи на Його відвідування. Усунення від усього (Abgeschiedenheit) — від мирської слави і честі, від прагнення до багатства та добробуту, від залежності від думки людей, від пристрасті до родичів тощо, і самозречення (Selbstverleugung) — ось умови, за яких Бог дивиться на людину та дарує їй Свою присутність;
2) готовністю і бажанням смиренно терпіти всі зовнішні та внутрішні скорботи (leiden), приймаючи їх як благословення Боже. З цього покірного перетерпіння всіх страждань (особлива увага приділяється тут внутрішнім станам богооставленості, духовної сухості, «нечуття» Бога) народжується стан «дитя Божого», на яке відгукується Бог своєю благодаттю;
3) молитвою. При цьому молитва розуміється не як зовнішнє церковне або особисте молитвослів'я, а як внутрішнє цілковите звернення людини до Бога (das innere Gebet) і невпинне перебування в Його присутності, неможливе без внутрішнього стану, зазначеного в попередніх пунктах.

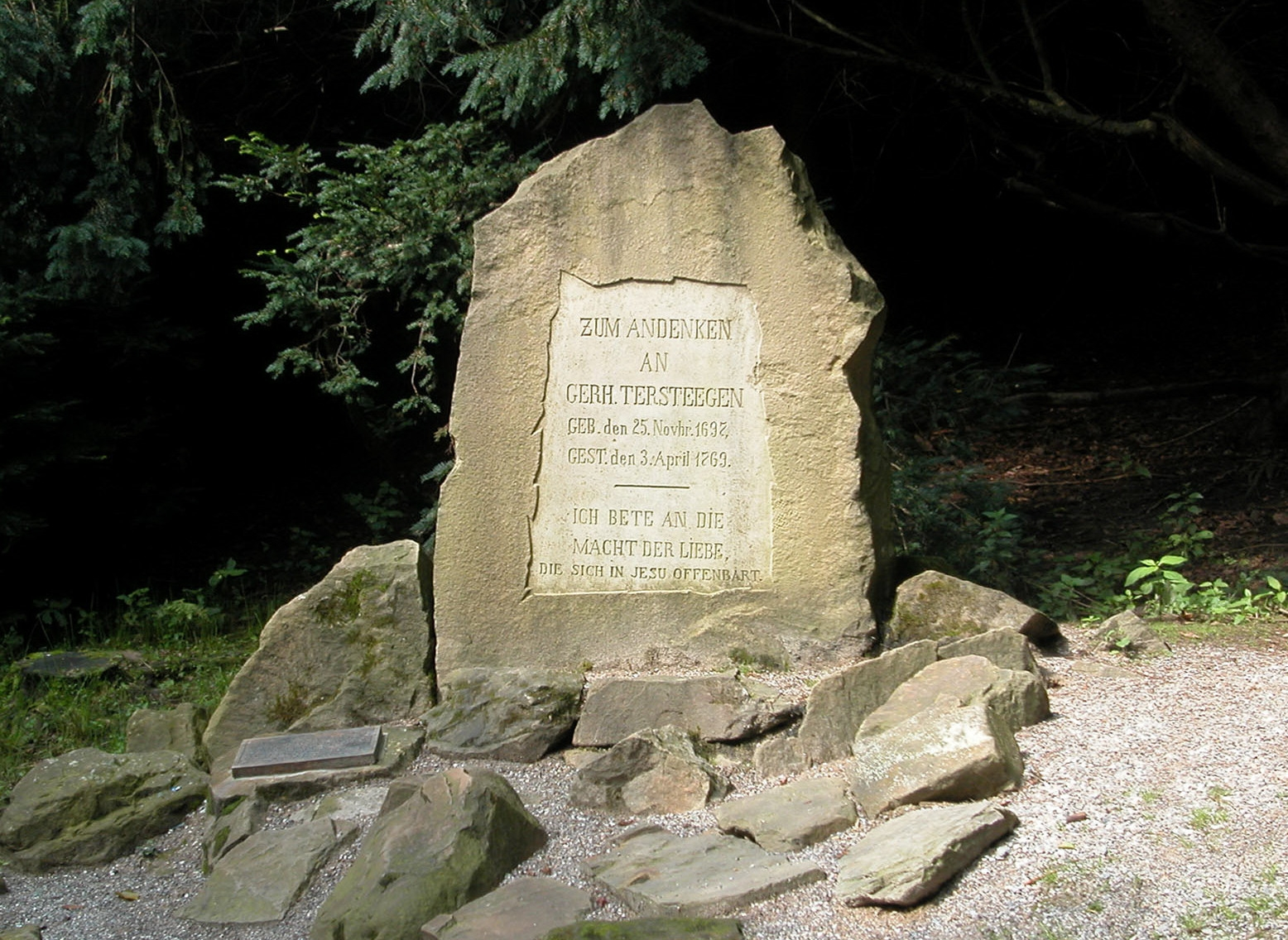
Пам'ятник Терстегену у парку Witthausbusch Мюльхайма

Таке пастирське богослов'я є виключно індивідуалістичним, і тут одразу порушується питання про співвідношення цієї містичної педагогіки з інституційною церквою. За Терстеґеном, все, що містить церква, є лише засобами, які допомагають християнину проводити особисте внутрішнє життя і набувають своєї цінності лише тоді, коли з їхньою допомогою християнин здобуває духовні плоди, зазначені в Святому Письмі (напр. Гал. 5, 22-23: «А плід духа: любов, радість, мир, довготерпіння, добрість, милосердя, віра, лагідність, здержливість», і багато інших). Якщо людина використовує церковні засоби, а внутрішнього життя й духовних плодів не має, то вся церковність зовсім втрачає своє значення й нічого не варта. Як згадано вище, сам Терстеген у церковних богослужіннях і Таїнстві Вівтаря не брав участі. «Ніде не випробовується й не зазнає більшого знущання терпіння і лагідність Божа, як під час молитви й богослужіння наших сьогоднішніх християн-за-іменем», писав він. Щодо внутрішньої суті церкви Терстеґен дотримувався поглядів Готфріда Арнольда, у свою чергу, дуже схожих на погляди Валентина Вайгеля про «Невидиму Церкву». Терстеґен вважав, що всі християнські церкви як інституції перебувають у стані духовного падіння. Але в кожній церкві є справжні віруючі, справжні християни, які шукають Бога і слідують за Ним у своєму внутрішньому житті. Терстеген писав: «Я гадаю, що в очах Божих на землі люди діляться лише на дві частини: на дітей світу цього, в яких панує любов до земного, і на дітей Божих, в яких любов Божа вилилася Духом Святим, і що Бог не звертає уваги на жодні інші відмінності та іменування в людей». Дотримуватися чистого вчення, за Терстегеном, саме собою не є гарантією спасіння й угодного Богу життя. Водночас Терстеген нікого не закликав переходити з деномінації до деномінації або йти у розколи, створюючи свої «істинні церкви». «Містик має справу з набагато суттєвішими речами», — писав він.
Ставлення до Святого Письма в Терстеґена збігається зі ставленням Валентина Вайгеля (хоча його твори Терстеген не знав; тут очевидна об'єктивна спільність містичного життя в Христі). У Святому Письмі ми знаходимо підтвердження нашого внутрішнього досвіду, і наш внутрішній досвід свідчить про істинність того, що Бог відкрив у Писанні.
Тож Герхард Терстеґен є дивовижним для Реформатської церкви явищем — людиною, яка жила майже чернечим життям, приймала досвід інших християнських деномінацій і сприймає богослов'я в нерозривному зв'язку з внутрішнім містичним життям у Христі. Поетичний талант і педагогічний дар Терстегена дозволили йому висловити цей богословський досвід у своїй надзвичайно успішній пастирській діяльності.

## Твори
Письменницька діяльність Герхарда Терстегена відбувалася в чотирьох напрямах: 1) духовні гімни, піснеспіви та вірші; 2) трактати та промови; 3) листи з духовними настановами; 4) переклади містичних творів інших авторів.
Перші дві книги, що вийшли з-під пера Терстегена — перекладні: «Книга про справжнє благочестя» Жана де Лабаді («Hand-Büchlein der Wahren Gottseligkeit» von Jean de Labadie, 1727) і «Сокровенне життя з Христом у Бозі» французького містика Жана Берньєр-Лувіньї («Das verborgene Leben mit Christo in Gott» von Jean de Bernieres-Louvigny, 1728).
З 1727 року на прохання Вільгельма Гоффмана Терстеген почав проводити у своєму будинку позабогослужбові збори, проповідуючи і тлумачачи Писання й обговорюючи ті чи інші особливості внутрішнього духовного життя про Христа. Ці збори мали великий успіх: люди не вміщувалися в кількох кімнатах і стояли на сходах та на ганку. Наслідком такої затребуваності Терстегена стало його велике пастирське листування. У листах він часто викладав резюме своїх думок у поетичній формі. З цих духовних віршів склалася його головна поетична книга Das geistliche Blumengartlein inniger Seelen (Духовний квітник глибин сердечних, 1729). Вона багаторазово перевидавалася за життя автора, постійно поповнюючись новими поетичними творами. За характером поезія Терстегена близька до творів Анґелуса Сілезіуса. Духовні пісні та вірші Терстегена набули величезної популярності, у XIX столітті багато з них були включені в Gesangbuch'і (збірники гімнів та піснеспівів, що використовуються за богослужінням) Євангелічної церкви.
Наступна книга Терстегена — знову перекладна: Хома Кемпійський, «Про наслідування Христа» (1730). Терстеген переклав три перші частини цього знаменитого трактату, пропустивши четверту, присвячену Таїнству св. Причастя.
Потім була найоб'ємніша книга Терстеґена — тритомник «Вибрані життєписи святих душ» (католицьких святих: Терези Авільської, Йоана Хреста та ін.), над яким він працював десять років (1733–1743). За цю працю Терстеген зазнав докорів за «таємний католицизм».
У 1735 році Терстеґен підготував до друку й видав збірку невеликих трактатів Weg der Wahrheit (Шлях Істини). Збірник містить найважливіші для розуміння пастирського богослов'я Терстегена тексти: що таке справжня містика, як читати Святе Письмо та інші. За життя Терстегена книга, редагована та доповнювана автором, витримала чотири видання.
У 1740 році уряд Дюссельдорфа наклав заборону на всі позабогослужбові збори в Рейнській області. Бесіди в будинку Терстегена припинилися. Він став частіше їздити до Голландії, результатом чого стала видана після його смерті (1772) збірка листів із духовними настановами голландською мовою (німецький переклад вийшов 1836 року).
У 1750 році заборону домашніх зборів було знято. Пастирські бесіди в Терстегеновому будинку відновилися, і тепер його промови стали за ним записувати. Деякі з цих промов Терстеген обробив сам і в 1769 році почалося їхнє видання під назвою «Geistliche Brosamen, von des Herrn Tisch gefallen» (Духовні крихти зі столу Господнього), перший варіант якого автор встиг переглянути.
У 1751 році Терстеген видав переклад книги Мадам Гюйон «Свята любов Божа й занепала любов єства» («Die heilige Liebe Gottes, und die unheilige Natur-Liebe»).
У 1762 році було написано й видано згаданий вище відгук на твори Фрідріха Великого «Думки про твори філософа з Сан-Сусі».
У 1767 році Терстеген видав збірку перекладів невеликих містичних трактатів «Перлинове намисто для Божих дітей» («Kleine Perlen-Schnur — für die Kleinen nur»).
Останній твір Терстеґена — також згаданий «Заповіт» («Des seligen Gerhard Tersteegens hinterlassene Erklärung seines Sinnes, seinem Testamente beigelegt», 1769), що вийшов вже після смерті автора.
Після смерті Терстегена були зібрані та видані в чотирьох томах його листи («Geistliche und erbaulife Briefe») 1773—1775, а в 1842 році відбулося видання деяких його раніше недрукованих невеликих статей («Gerhard Tersteegens nachgelassene Aufsätze und Abhandlungen») та Катехизису («Unparteiischer Abriß christlicher Grundwahrheiten»).
Твори Терстеґена користувалися й досі користуються великою популярністю в християнському середовищі. Вони неодноразово перевидавалися протягом XIX і XX ст. З 1978 року в геттінгенському видавництві Vandenhoek & Ruprecht у серії «Тексти до вивчення історії пієтизму» стало виходити академічне зібрання творів Терстегена. Наразі видано 4 томи: «Духовні промови» (що раніше називалися Geistliche Brosamen), «Листи голландською мовою» і два томи листів (Geistliche und erbaulife Briefe).
Українською мовою праці Терстегена не перекладалися.

## Впливи
Твори Терстеґена високо цінував Серен Кьєркегор. Гімни Терстегена були надзвичайно поширеними в Німеччині, цитатами з них обмінювалися як прислів'ями. Декілька гімнів переклав на англійську мову Джон Веслі й вони стали популярними серед методистів; пізніше на один з них Thou hidden love написав музику Чарлз Айвз. Духовні піснеспіви Терстегена виконували серед менонітів.
Один із віршів Терстегена Ich bete an die Macht der Liebe був пізніше підкладений на відому в Німеччині музику Дмитра Бортнянського до гімну « Коли славний наш Господь у Сіоні» (слова М. Хераскова) й він набув нової популярності: у хоровому виконанні він супроводжує заключну частину урочистого церемоніалу Großer Zapfenstreich у німецькій армії.
Хорові твори на вірші Терстегена писали австрійський композитор Генріх фон Херцогенберг, сучасний німецький композитор Тіло Медек та інші.